# Катастрофа ATR 42 под Агадиром
Катастрофа ATR 42 под Агадиром — авиационная катастрофа, произошедшая 21 августа 1994 года. Авиалайнер ATR 42-312 авиакомпании Royal Air Maroc выполнял рейс AT630 по маршруту Агадир—Касабланка, но примерно через 10 минут после взлёта рухнул на землю и полностью разрушился. Погибли все находившиеся на его борту 44 человека — 40 пассажиров и 4 члена экипажа.
На момент событий это была самая крупная катастрофа самолёта ATR 42 (в 2019 году — четвёртая).

## Самолёт
ATR 42-312 (регистрационный номер CN-CDT, серийный 127) был выпущен в 1989 году (первый полёт совершил 20 января). 24 марта того же года был передан авиакомпании Royal Air Maroc.

## Экипаж и пассажиры
Состав экипажа рейса AT630 был таким:
- Командир воздушного судна (КВС) — 32-летний Юнес Хаяти (англ. Younes Khayati).
- Второй пилот — София Фигиги (англ. Sofia Figuigui).

В салоне самолёта работали два бортпроводника.
| Гражданство | Пассажиры | Экипаж | Всего |
| Марокко     | 20        | 4      | 24    |
| Италия      | 8         | 0      | 8     |
| Франция     | 5         | 0      | 5     |
| Нидерланды  | 4         | 0      | 4     |
| Кувейт      | 2         | 0      | 2     |
| США         | 1         | 0      | 1     |
| Всего       | 40        | 4      | 44    |

## Катастрофа
Рейс AT630 вылетел из Агадира около 18:40. Через 10 минут на высоте 4800 метров самолёт неожиданно перешёл в пикирование и врезался в один из склонов гор Атлас в 32 километрах от аэропорта Агадира. Все 44 человека на борту самолёта погибли.

## Причины катастрофы
Комиссия, расследовавшая причину катастрофы, заявила, что 32-летний командир экипажа Юнес Хаяти был единолично ответственен за катастрофу. Расследование показало, что Хаяти незадолго до падения отключил автопилот и направил самолёт в пике. Однако это было оспорено лётным союзом.